# Ciliata mustela
Espèce
Statut de conservation UICN

 LC  : Préoccupation mineure
Ciliata mustela, communément appelé Motelle à cinq barbillons, est une espèce de poissons marins de la famille des Gadidae. 

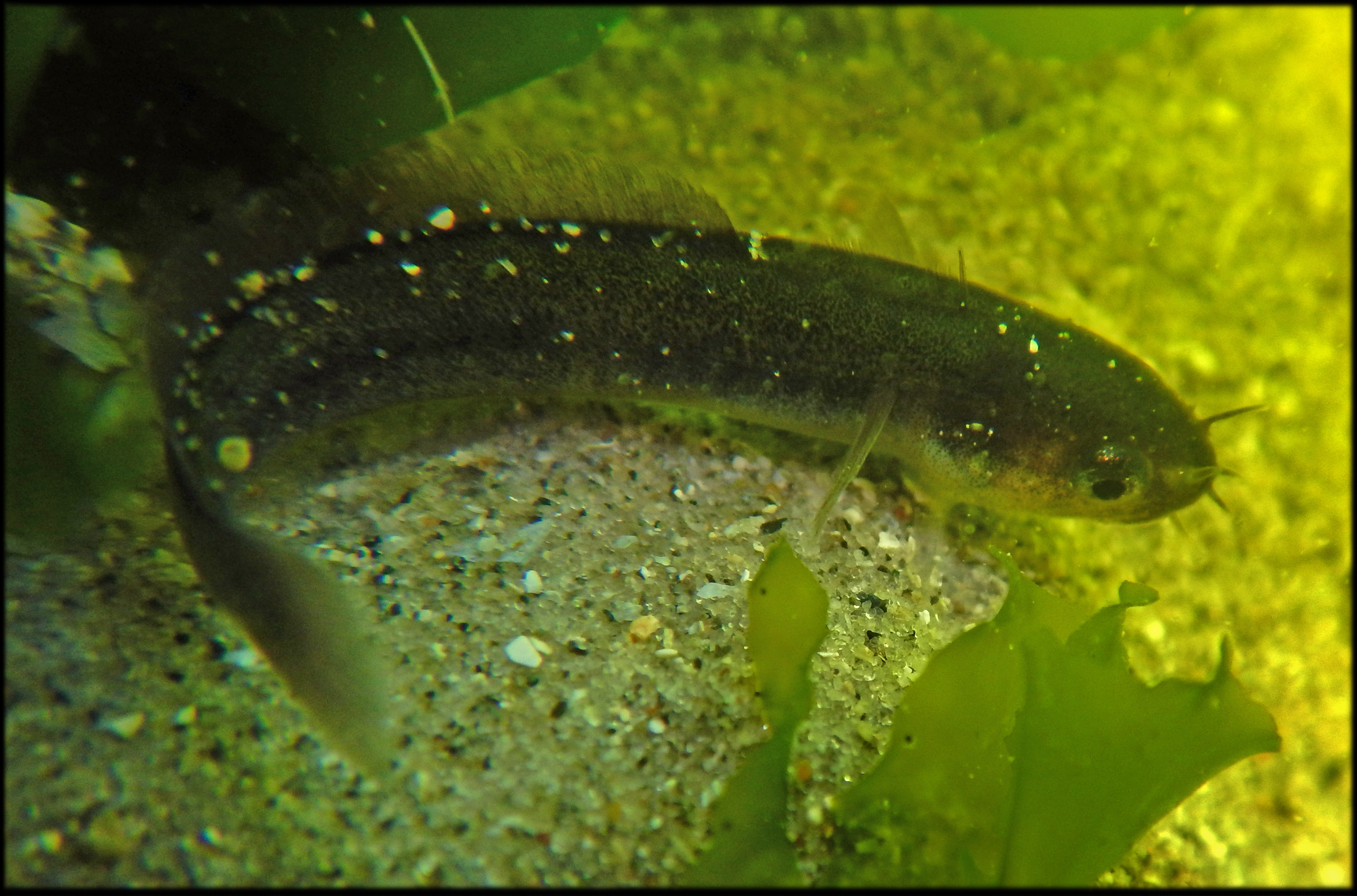
Juvénile (Wimereux, Pas-de-Calais, France)

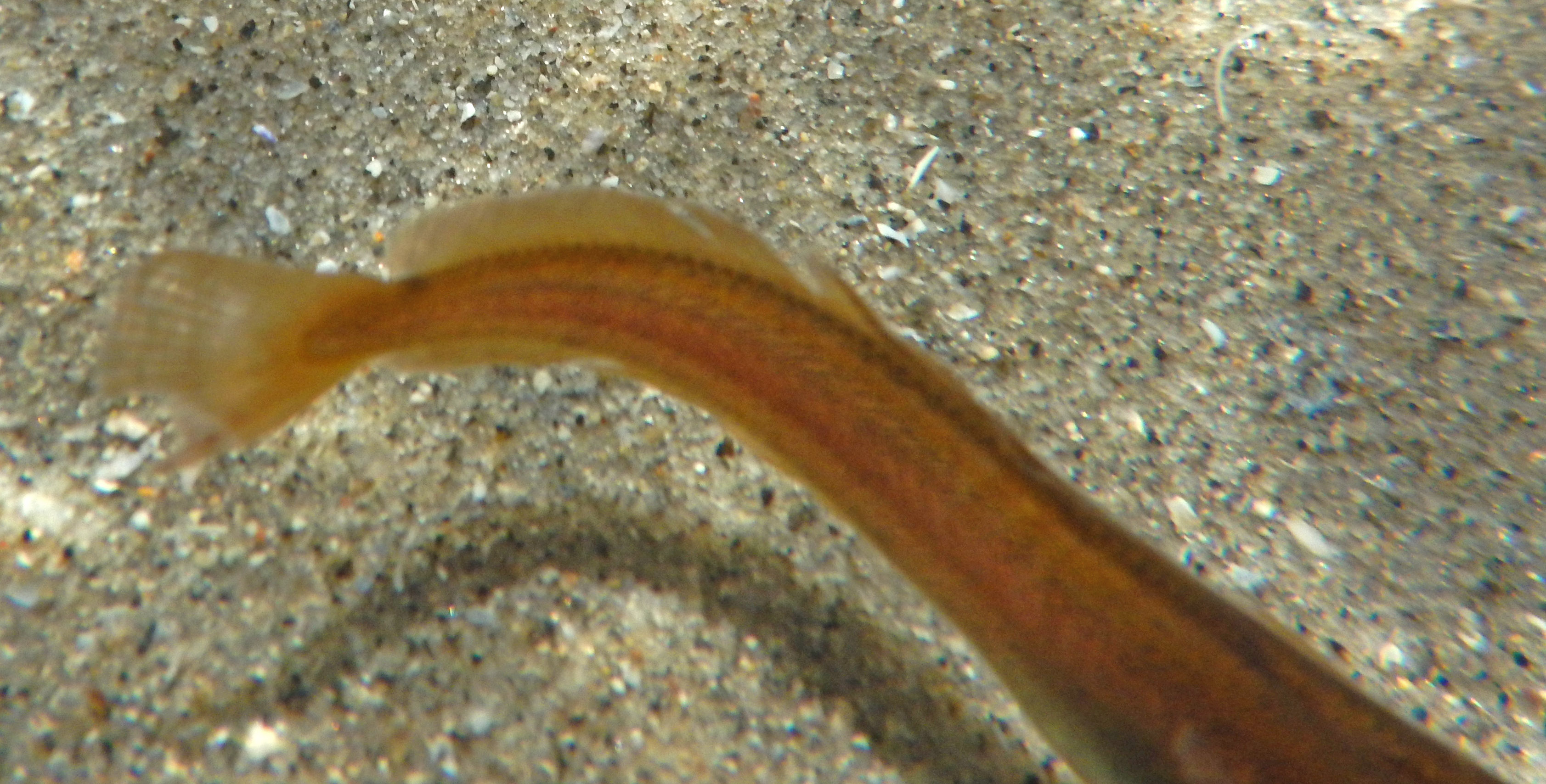
Corps et queue d'un individu juvénile (Wimereux, Pas-de-Calais, France)

Elle est parfois dénommée « cinq barbes » en raison du nombre de barbillons charnus qui entourent sa bouche.

## Habitats
Ce poisson marin vit dans les eaux peu profondes (entre 0 et 20 m au maximum, sauf exceptions) et habituellement à proximité du rivage, il préfèrerait les fonds rocheux, mais peut aussi être trouvé sur des fonds graveleux, sableux voire vaseux (les estuaires sont utilisés comme nurserie par cette espèce dont les barbillons et une sensibilité aux champs électriques lui permettent de trouver sa nourriture dans des eaux très turbides).
On le trouve parfois dans les trous ou sous les rochers sur l'estran à marée basse ou dans les creux de vasières.
Des juvéniles peuvent aussi parfois être trouvés dans les mêmes trous d'eau.

## Répartition
Cette espèce vit sur les côtes atlantiques européennes, dans des eaux dont la température est comprise entre 8 et 24 °C.

## Description
Son corps est siluriforme (long et en forme de lame, pour l'adulte), mais c'est un petit poisson, qui ne dépasse pas les 20 cm. Il est (plus ou moins) protégé de certains prédateurs par une épine dorsale située un peu en arrière de la tête. Son dos est brun foncé, avec des nuances rougeâtres ou grises sur les flancs et le ventre est plus clair (gris-brun pâle). 

## Alimentation
Il se nourrit principalement de crustacés, et parfois aussi sur les algues ou dans la vase, où il consomme des polychètes, des gastéropodes et parfois de petits poissons. 
Quand il se nourrit dans les ports et/ou des estuaires, il peut bioaccumuler des métalloïdes toxiques et des métaux lourds

## Répartition
La motelle à cinq barbillons est présente dans les eaux côtières de l'Atlantique Nord-Est, des côtes de la Gironde (France) à la Norvège.

## Prédateurs
C'est l'une des espèces qui étaient consommées par les loutres, et qui l'est encore là où des loutres viennent encore se nourrir en mer ou en estuaire.